# Новолакедемоновка
Новолакедемоновка — хутор в Неклиновском районе Ростовской области.
Входит в состав Поляковского сельского поселения.

## Население
| 2010 |
| ---- |
| 514  |

## Улицы
| - ул. Жасминная, - ул. Кирова, - ул. Миусская, | - ул. Октябрьская, - ул. Пушкина, - ул. Свердлова. |